# Polyus Nedostupnosti
82° 53′ 14″ S, 55° 04′ 30″ L

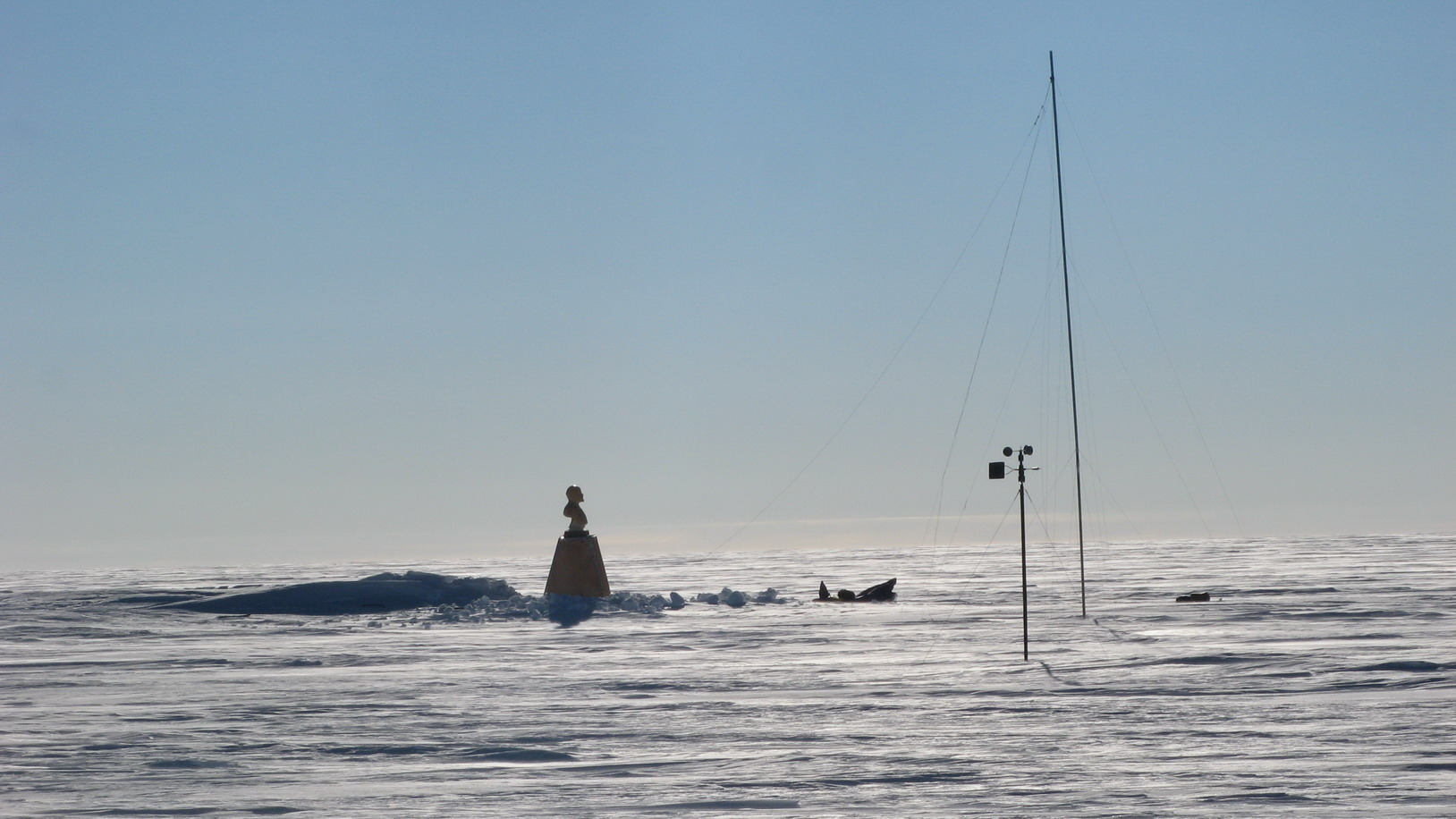
Busto do ex-líder supremo da União Soviética, Vladimir Lenin. Foto batida por três aventureiros britânicos e um guia canadense em 20 de janeiro de 2007, 49 anos após seu erguimento

Polyus Nedostupnosti (em russo:  Полюс недоступности) é uma antiga estação de pesquisas da União Soviética na Antártida.
Ela localiza-se a 878 km do Polo Sul e a uns 600 km da Base Sóvetskaya. Em relação ao Planalto Antártico, ela está a 3.800 metros de altitude.
Na época da sua inauguração (1958), acreditava-se ser neste local o Polo de inacessibilidade (local mais distante da costa) da Antártida. Em 2005, um levantamento feito pelo British Antarctic Survey considerou haver na Antártida dois polos de inacessibilidade. O primeiro deles, que é o Polyus Nedostupnosti, leva em conta apenas a superfície continental da Antártica, excluindo-se as banquisas de gelo do litoral. Já o segundo pólo leva em consideração as banquisas existentes no litoral e está localizado nas coordenadas 83° 50′ 37″ S, 65° 43′ 30″ L.
O local foi alcançado pela primeira vez em 14 de dezembro de 1958 pela Terceira Expedição Antártica Soviética, liderada por Yevgeny Tolstikov, que estabeleceu no local esta estação temporária. Eles chegaram ao local em veículos motorizados. Em 20 de janeiro de 2007, três aventureiros britânicos (Henry Cookson, Rupert Longsdon, Rory Sweet) e um guia canadense (Paul Landry) tornaram-se os primeiros homens a chegar a pé ao local, e os primeiros após 49 anos. Os quatro caminharam e esquiaram, impulsionados por uma espécie de pipa, a velocidades de ate 48 km/h, e demoraram seis semanas para percorrer 1.600 km.
No local existe um busto do ex-líder supremo da União Soviética, Vladimir Lenin, o qual está direcionado exatamente no sentido de Moscou. Dentro da construção onde está o busto de Lenin, existe um livro de visitantes que registra a passagem dos aventureiros que conseguem chegar até o local.

## Estação de Pesquisa e Visitas
Ao chegarem ao local, em 1958, Yevgeny Tolstikov e sua turma ergueram uma cabana para 4 pessoas, outra para comunicação, e uma terceira para energia, que formavam um pequeno aglomerado. Todas elas foram montadas em materiais pré-montados, que foram levados por tratores. Ao lado da cabana, eles construíram uma espécie de pista de pouso para aviões. Foi nesta pista que o avião modelo Li-2 pousou no dia 18 de Dezembro de 1958.
A base foi usada por apenas 12 dias (14 de dezembro de 1958 a 26 de dezembro do mesmo ano) antes de ser suspensa por tempo indeterminado devido à sua localização remota.
Em 1 de Fevereiro de 1964, a Oitava Expedição Antártica Soviética visitou o local, permanecendo ali por 5 dias.
Em 27 de Janeiro de 1965, a expedição "South Pole–Queen Maid Land Traverse", dos Estados Unidos, chegou ao local via avião Lockheed C-130 Hercules. Mais tarde, em 15 de Dezembro do mesmo ano, uma nova equipe estadunidense chegou ao local, via mesmo avião, para fazer observações. Após permanecerem algumas horas sobrevoando o local e fazendo observações, eles seguiram sua travessia rumo à Plateau Station, que pertence aos EUA.
Em 1967, a Décima-segunda Expedição Antártica Soviética visitou o local.
Em 2007, quando os três aventureiros britânicos e o guia canadense chegaram ao local, apenas o busto de Lenin pôde ser observado, já que as outras construções estavam encobertas pela neve.
Por fim, a última visita ao local aconteceu em 27 de Dezembro de 2011, durante a chamada "Antarctica Legacy Crossing. Sebastian Copeland, guiado por Eric McNair-Landry, chegou ao local a pé e com um kite ski, saindo da estação Novolazarevskaya.